# كارل هاتشينغز
كارل هاتشينغز (بالإنجليزية: Carl Hutchings)‏ هو لاعب كرة قدم بريطاني، ولد في 24 سبتمبر 1974 في هامرسميث في المملكة المتحدة. لعب مع نادي إكزتر سيتي ونادي بريستول سيتي ونادي برينتفورد ونادي ساوثيند يونايتد ونادي فارنبوروه ونادي ليتون أورينت.

## وصلات خارجية
- كارل هاتشينغز على موقع قاعدة بيانات كرة القدم.إي يو (الإنجليزية)
- كارل هاتشينغز على موقع Soccerbase.com (لاعب) (الإنجليزية)